# Varanus similis
Varanus similis — невеликий вид варанів. Його часто називають плямистим деревним вороном.
Зустрічається в Австралії, в Квінсленді і Північній території, а також в Папуа-Новій Гвінеї.